# گرسهایم
گرسهایم (به آلمانی: Gersheim) یک شهر در آلمان است که در زارلاند واقع شده‌است.

## خصوصیات
گرسهایم ۵۷٫۴۸ کیلومترمربع مساحت دارد ۲۳۳ متر بالاتر از سطح دریا واقع شده‌است.